# Prerija
Prerija je naziv za područja biljne zajednice niskih trava u Sjevernoj Americi. U Južnoj Americi se nazivaju pampas, a u ostalim dijelovima svijeta stepa. 
Većina prerija se nalazi na području Velike nizine, koja obuhvaća savezne države SAD-a Colorado, Kansas, Montana, Nebraska, New Mexico, Sjeverna Dakota, Oklahoma, Južna Dakota, Teksas i Wyoming, dijelove država Indiana, Illinois, Iowa, Wisconsin, Missouri i Minnesota, te kanadske provincije Manitoba, Saskatchewan i Alberta.
Danas je većina prerija pretvorena u farme.